# Тюгурюцька печера
Тюгурюцька печера (рос. Тюгурюкская) — печера на Алтаї, Республіка Алтай, Росія.  Загальна протяжність — 45 м. Глибина печери — 40 м, амплітуда висот — 40 м; загальна площа — N/A м²; об'єм — N/A м³.  Печера відноситься до Центрально-Алтайської області Алтайської провінції Алтай-Саянської спелеологічної країни. Кадастровий номер 5027/8531-3.